# Gare de Patras
La gare de Patras est une gare ferroviaire grecque des lignes du Pirée à Patras et  de Patras à Pyrgos. Elle est située dans la ville de Patras du district régional d'Achaïe dans la périphérie de la Grèce-Occidentale.

## Situation ferroviaire
La gare dede Patras est l'extrémité, au point kilométrique (PK) 230,200, de la ligne du Pirée à Patras, à écartement métrique, et l'origine de la ligne de Patras à Pyrgos également à écartement métrique.

## Histoire
La gare de Patras est mise en service en 1887 lors de l'ouverture de l'exploitation sur la totalité de la ligne du Pirée à Patras.
Elle est jusqu'au 29 janvier 2011 l'une des gares principales du réseau métrique du Péloponnèse. Ensuite elle devient une gare de passage qui n'est plus desservie que par un service de trains de banlieue de son agglomération. Les terminus et les départs sont transférés en gare d'Aghios Andréas.

## Service des voyageurs

### Desserte
|  |   |  | Stations              | Νοm grec        | Correspondance |  |
|  | - |  | --------------------- | --------------- | -------------- |  |
|  | o |  | Aghios Andréas        | Άγιος Ανδρέας   |                |  |
|  | ο |  | Patras                | Πάτρα           |                |  |
|  | ο |  | Panachaïki            | Παναχαϊκή       |                |  |
|  | o |  | Bozaïtika             | Μποζαΐτικα      |                |  |
|  | o |  | Kastellokambos        | Καστελλόκαμπος  |                |  |
|  | o |  | Rio                   | Ρίο             |                |  |
|  | o |  | Aghios Vassilios      | Άγιος Βασίλειος |                |  |
|  | o |  | Arachovitika (future) | Αραχωβίτικα     |                |  |

Les trains circulent tous les jours vers Aghios Andréas et Aghios Vassilios selon les horaires suivants :
|                       | vers Aghios Andréas | vers Aghios Vassilios |
| --------------------- | ------------------- | --------------------- |
| premier train         | 6 h 23              | 6 h 34                |
| toutes les 60 minutes | à                   | à                     |
| dernier train         | 23 h 23             | 22 h 34               |